# 1219 en santé et médecine
| Années de la santé et de la médecine : 1216 - 1217 - 1218 - 1219 - 1220 - 1221 - 1222    |
| Décennies de la santé et de la médecine : 1180 - 1190 - 1200 - 1210 - 1220 - 1230 - 1240 |

Cet article présente les faits marquants de l'année 1219 en santé et médecine.

## Divers
- La  bulle Super speculam d’Honorius III, en interdisant l'étude de la médecine aux clercs munis des ordres majeurs, ne les empêche pas de la pratiquer à condition de ne pas en tirer profit[1].

- L'expression « facultatibus », appliquée dans un document aux écoles de Paris, rend ainsi probable l'existence de la faculté de médecine dès le début du XIIIe siècle[2].

## Fondations

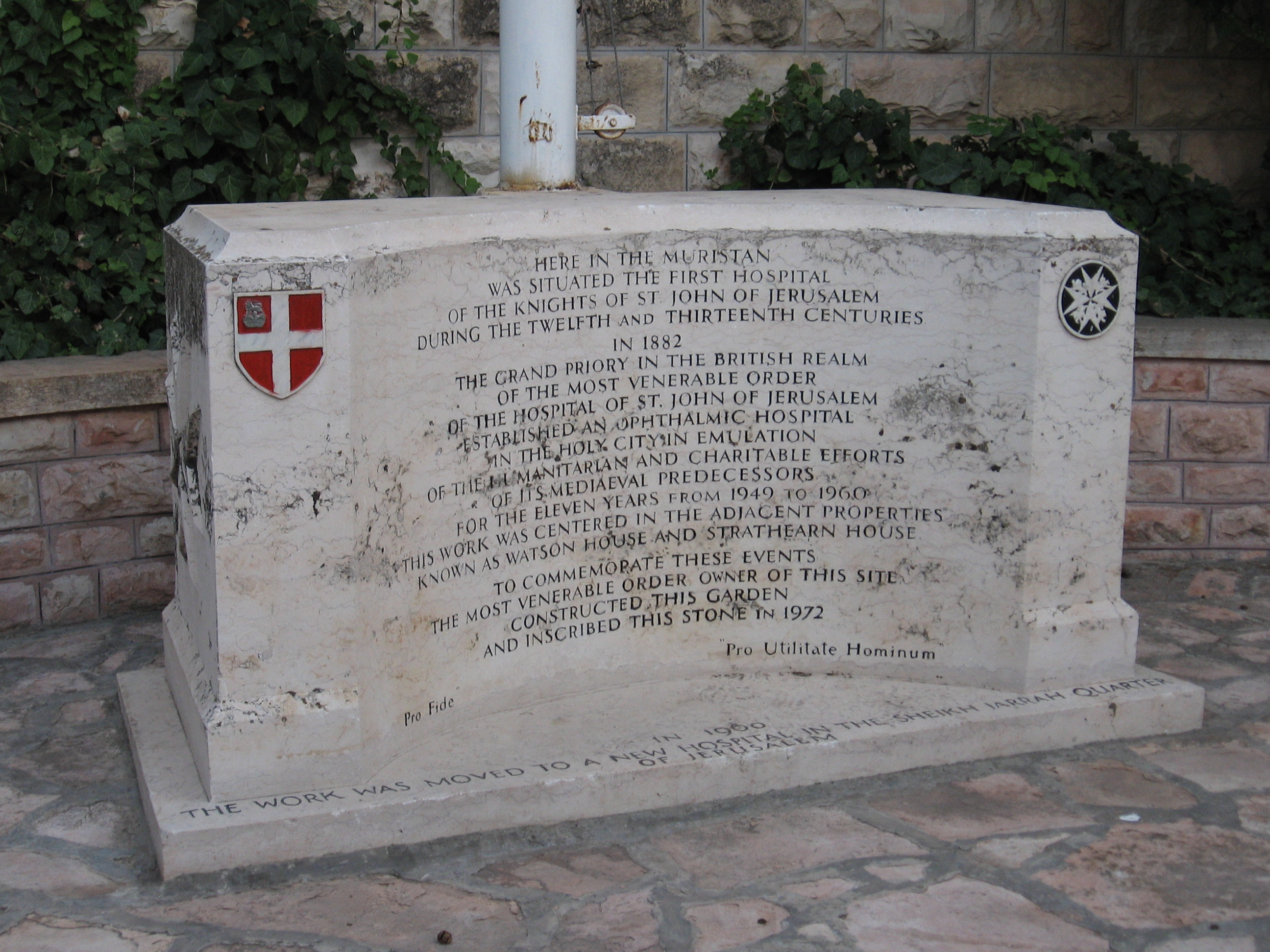
« ICI DANS LE MURISTAN SE SITUAIT LE PREMIER HÔPITAL DES CHEVALIERS DE SAINT-JEAN DE JÉRUSALEM »

- À Jérusalem, Shihab al-Dîn, neveu de Saladin, rend sa destination à l'ancien hôpital des frères de Saint-Jean[3].
- Un hôpital « bâti devant l'église [et] destiné à soulager les pauvres passants » est réuni par Bermond Cornut, archevêque d'Aix, à un autre établissement du domaine épiscopal[4].
- À Barcelone en Catalogne, fondation de « l'hôpital du chanoine Colomb » (hospital del canonge Colom), l'un des six établissements de la ville qui seront rassemblés en 1401 pour former « l'hôpital de la Sainte-Croix » (hospital de la Santa Creu)[5].
- Une maladrerie est attestée sur le territoire de la commune actuelle de Fontenay-sous-Bois, en Île-de-France[6].
- Un oratoire attenant à l'hôpital Saint-Sauveur de Lille « est construit pour les religieuses augustines chargées de l'accueil et des soins[7] ».
- Un hôpital dédié à Sainte-Catherine est fondé à Bedminster (en) près de Bristol dans l'actuelle région du Sud-Ouest, en Angleterre[8].
- L'hôpital Saint-Jean (Hospitalis Sancti Johannis) de Winchester dans le Hampshire en Angleterre, établissement probablement fondé au XIIe siècle ou au début du XIIIe, est mentionné pour la première fois[9].

## Publication
- Ali el-Tarablufi (ou Ali de Tripoli) rédige un traité de pharmacie : l'Ornamentum medici, tractacus chymico-medicus[10].

## Personnalité
- 1171-1219 : fl.  Raoul (Radulphus), l'un des « deux premiers médecins narbonnais connus [avec Bremond (1155-1159)], l'un et l'autre parmi les plus proches d'Ermengarde, vicomtesse de Narbonne[11] ».